# Supercopa d'Europa de futbol 2003
La Supercopa d'Europa 2003 es va disputar el 29 d'agost del 2003 entre l'AC Milan d'Itàlia i el Porto de Portugal. El Milan es va classificar al derrotar la Juventus FC en la final de la Lliga de Campions de la UEFA 2002-03, mentre que el Porto es va classificar al batre el Celtic en la final de la Copa de la UEFA 2002-03. El Milan va guanyar el partit 1–0. Després del partit, l'entrenador del Porto José Mourinho va dir, "Marxem d'aquí amb la convinció de que podem anar a la Lliga de Campions de la UEFA amb l'esperança i certesa de que podem competir amb qualsevol equip." Van acabar la temporada com a campions de la Lliga de Campions de la UEFA 2003-04.
Va ser el primer cop en la història del trofeu que el premi "home del partit" va ser atorgat, l'ucraïnès Andriy Shevchenko va resultar anomenat el guanyador inaugural.

## Seu
L'Estadi Louis II de Mònaco havia estat la seu de la Supercopa d'Europa cada any des de 1998. Construït el 1985, l'estadi és també la seu de l'AS Monaco, que juga la lliga francesa de futbol.

## Equips
| Equip    | Classificació                                         | Participació anterior (negreta indica guanyadors) |
| -------- | ----------------------------------------------------- | ------------------------------------------------- |
| AC Milan | guanyadors de la Lliga de Campions de la UEFA 2002-03 | 1973, 1989, 1990, 1993, 1994                      |
| FC Porto | guanyadors de la Copa de la UEFA 2002-03              | 1987                                              |

## Partit

### Detalls
| AC Milan       | 1–0               | FC Porto |
| -------------- | ----------------- | -------- |
| Shevchenko 10' | Report 1 Report 2 |          |

| Milan | Porto |

| PO              | 1  | Dida              |      |     |
| DF              | 14 | Dario Šimić       |      |     |
| DF              | 13 | Alessandro Nesta  |      |     |
| DF              | 3  | Paolo Maldini (c) |      |     |
| DF              | 26 | Giuseppe Pancaro  |      |     |
| MC              | 10 | Rui Costa         | 85'  |     |
| MC              | 8  | Gennaro Gattuso   |      |     |
| MC              | 21 | Andrea Pirlo      | 83'  |     |
| MC              | 20 | Clarence Seedorf  | 19'  | 71' |
| DV              | 7  | Andriy Shevchenko | 76'  |     |
| DV              | 9  | Filippo Inzaghi   |      |     |
| Substituts:     |    |                   |      |     |
| PO              | 77 | Christian Abbiati |      |     |
| DF              | 2  | Cafu              | 85'  |     |
| DF              | 24 | Martin Laursen    |      |     |
| MC              | 23 | Massimo Ambrosini | 90+' | 71' |
| MC              | 27 | Serginho          |      |     |
| DV              | 11 | Rivaldo           | 76'  |     |
| DV              | 15 | Jon Dahl Tomasson |      |     |
| Entrenador:     |    |                   |      |     |
| Carlo Ancelotti |    |                   |      |     |

| PO            | 99 | Vítor Baía         |      |     |
| DF            | 22 | Paulo Ferreira     |      |     |
| DF            | 2  | Jorge Costa (c)    |      |     |
| DF            | 4  | Ricardo Carvalho   |      |     |
| DF            | 5  | Ricardo Costa      |      |     |
| MC            | 6  | Costinha           | 67'  |     |
| MC            | 10 | Deco               |      |     |
| MC            | 18 | Maniche            | 90+' |     |
| MC            | 15 | Dmitri Alenichev   | 75'  |     |
| DV            | 11 | Derlei             |      |     |
| DV            | 77 | Benni McCarthy     | 60'  |     |
| Substituts:   |    |                    |      |     |
| PO            | 13 | Nuno               |      |     |
| DF            | 3  | Pedro Emanuel      |      |     |
| DF            | 17 | José Bosingwa      | 67'  |     |
| DF            | 30 | Mário Silva        |      |     |
| MC            | 23 | Pedro Mendes       |      |     |
| MC            | 25 | Ricardo Fernandes  | 86'  | 75' |
| DV            | 9  | Edgaras Jankauskas | 60'  |     |
| Entrenador:   |    |                    |      |     |
| José Mourinho |    |                    |      |     |

| Home del Partit: Andriy Shevchenko (AC Milan) Àrbitres d'ajudant: David Babski (Anglaterra) David Bryan (Anglaterra) Quart oficial: Uriah Rennie (Anglaterra) | Regles de partit - 90 minuts. - 30 minuts de temps extra amb gol de plata si cal. - Llançaments de penals si el marcador encara està igualat. - Set jugadors a la banqueta. - Màxim de tres substitucions. |

| Supercopa d'Europa 2003 |
| ----------------------- |
| Itàlia                  |
| AC Milan Quart títol    |